# Nicholas Boulton
Nicholas Boulton, född 22 november 1968 i Gibraltar, brittisk skådespelare.

## Filmografi
Filmer som haft svensk premiär
- 1998 - Shakespeare in Love - Henry Condell
- 2007 - Arn – Tempelriddaren - Gerard de Ridefort
- 2008 - Arn – Riket vid vägens slut - Gerard de Ridefort